# MPC (パーソナルコンピュータ)
PIONEER MPCシリーズ（えむぴーしー～）とは、かつてパイオニア株式会社が製造・販売していたパーソナルコンピュータの製品群である。

## 概要
MPCとはMultimedia Personal Computerの略である。初代に当たるMPC-LX100とMPC-GX1は、1995年7月に発表された。
アーキテクチャのみならずロジックボード（マザーボード）もAppleのMacintoshシリーズと共用する、所謂Macintosh互換機である。OSはMac OSがプリインストールされた。
セールスポイントはオーディオ機器メーカであるパイオニアらしい、ダイナミックスピーカとアンプを本体に内蔵した点である。音源本体はApple製Macとまったく同じだが、はるかに高品位なオーディオ再生が可能で、Quick TimeなどMacが当時既に持っていた音楽・映像再生能力を特に強化した形になる。当時パソコンの音響出力は、MIDIシーケンサのヘビーユーザーを除けば、簡易的な内蔵スピーカーか、ヘッドホンステレオ用と同等のアンプ内蔵型スピーカーがほとんどであった。

### MPC-LX100
MPCシリーズの普及機として位置づけられたモデルである。
Macintosh LC 580のロジックボードを流用しているが、CPUはMotorola 68040 33MHzを搭載しており（LC 580のCPUはFPU省略版の68LC040）、Motorola 68000系CPU搭載のMacとしてはQuadra800などの上位機種と同等に位置する。文献によって本機をLC 630ベースとするものがあるが、本機ならびにLC 580のロジックボードは先行機種LC 630に対しメモリ拡張性を強化した仕様である。
ロジックボードには、Macintosh CSスロット、PDSスロット各1つ空きがある。
本機は、発売されたMac互換機としては最初で最後の68000系CPU搭載機となった。

### MPC-GX1
MPCシリーズの、初期の上位機として発売されたモデルである。
Power Macintosh 6100シリーズのロジックボードを流用している。筐体デザインはLX100と共通だが、本体内及び背面のレイアウトは大きく異なる。CPUも6100と同じPowerPC601 66MHzを搭載。Macとしての性能はPower Macintosh 6100/66AVに相当する。反面、AVカード標準搭載の状態であるため、NuBusスロットは設けられていない。
起動音は、Power Macintosh 8100/7100/6100シリーズ同様のギターによる「パーン」というものであった。
後にPowerPC601 80MHzに強化したMPC-GX1LIMITEDが発売されている。この80MHzのロジックボードは6100をベースとしつつもMPC専用に製造されたもので、同じCPUを搭載するPower Macintosh 7100/80や同8100/80よりも僅かに高速であった。

### MPC-LX200
第2世代のMPCとして、1996年7月に発売されたモデルである。外観の意匠はLX100とほぼ同等だが、エントリーとハイエンドの差別化をやめ、低廉かつ高性能というきわめて日本的な構成に移行した。
CPUにPowerPC603e 100MHzを搭載するなど、Performa 6310相当の仕様である。PDSスロットが空きである分、GX1よりは拡張性がある。またAV機能はS映像端子のみだったGX1に対してコンポジットビデオ出力端子、オーディオ入力端子付となった。
基本モデル、TVチューナ内蔵モデルに加え、640MB MOドライブを搭載したモデルの3タイプがラインアップされていた。

## シリーズの終焉

### 幻の機体・MPC-GX2
本家Appleのロジックボード流用ではなく、CHRP準拠とした専用設計の機体に、240MHz以上のPower PC 604eを搭載したハイエンドマシンの開発に乗り出した。この機体はそれまでのMPCシリーズのコンセプトとはまったく異なり、デザインイメージは踏襲しつつもスピーカーは外付けとしたミニタワー機となった。
開発中の1997年5月、ビジネスシヨウ'97 TOKYOにてMPC-GX2の形式名とともに参考出品された。
しかし、同年7月にAppleの暫定CEOに就任したスティーブ・ジョブズが、Mac互換機路線を失敗とし、新たに互換機用Mac OSのライセンスを発行しないことを発表した。ほぼ時を同じくして、Windows NT 5.0（後のWindows 2000）がインテルのx86ベース以外のアーキテクチャをサポートしないと明らかにしたため、他社のCHRP準拠Mac互換機同様、日の目を見ることなく開発中止となった。

### その後
Appleによるライセンス発行停止の後、パイオニアはパソコン製造からは撤退した。
2022年現在もデバイスドライバやアップデートファイルのダウンロードが可能である。